# Martina Alzini
Martina Alzini (Legnano, 10 de febrero de 1997) es una deportista italiana que compite en ciclismo en las modalidades de pista y ruta.
Ganó tres medallas en el Campeonato Mundial de Ciclismo en Pista, entre los años 2021 y 2024, y cinco medallas en el Campeonato Europeo de Ciclismo en Pista entre los años 2020 y 2025. En los Juegos Europeos de Minsk 2019 obtuvo una medalla de oro en persecución por equipos.
Participó en dos Juegos Olímpicos de Verano, en los años 2020 y 2024, ocupando el sexto lugar en Tokio 2020, en la prueba de persecución por equipos.

## Medallero internacional
| Campeonato Mundial | Campeonato Mundial       | Campeonato Mundial | Campeonato Mundial      |
| Año                | Lugar                    | Medalla            | Competición             |
| ------------------ | ------------------------ | ------------------ | ----------------------- |
| 2021               | Roubaix (Francia)        | Medalla de plata   | Persecución por equipos |
| 2022               | Saint-Quentin (Francia)  | Medalla de oro     | Persecución por equipos |
| 2024               | Ballerup (Dinamarca)     | Medalla de bronce  | Persecución por equipos |
| Juegos Europeos    |                          |                    |                         |
| Año                | Lugar                    | Medalla            | Competición             |
| 2019               | Minsk (Bielorrusia)      | Medalla de oro     | Persecución por equipos |
| Campeonato Europeo |                          |                    |                         |
| Año                | Lugar                    | Medalla            | Competición             |
| 2020               | Plovdiv (Bulgaria)       | Medalla de plata   | Persecución individual  |
| 2020               | Plovdiv (Bulgaria)       | Medalla de plata   | Persecución por equipos |
| 2021               | Grenchen (Suiza)         | Medalla de plata   | Persecución por equipos |
| 2023               | Grenchen (Suiza)         | Medalla de plata   | Persecución por equipos |
| 2025               | Heusden-Zolder (Bélgica) | Medalla de oro     | Persecución por equipos |

## Palmarés
2022
- 1 etapa del Tour de Bretaña

2025
- Egmont Cycling Race